# Netilmicina
La Netilmicina és un antibiòtic aminoglicòsid amb una gran capacitat antibacteriana. La netilmicina no s'absorbeix pel tracte gastrointestinal i, per tant, només es pot administrar per injecció o infusió. Només es fa servir en el tractament d'infeccions greus particularment les resistents a la gentamicina.